# Африка (римська провінція)
31°48′ пн. ш. 12°44′ сх. д. / 31.8° пн. ш. 12.74° сх. д.

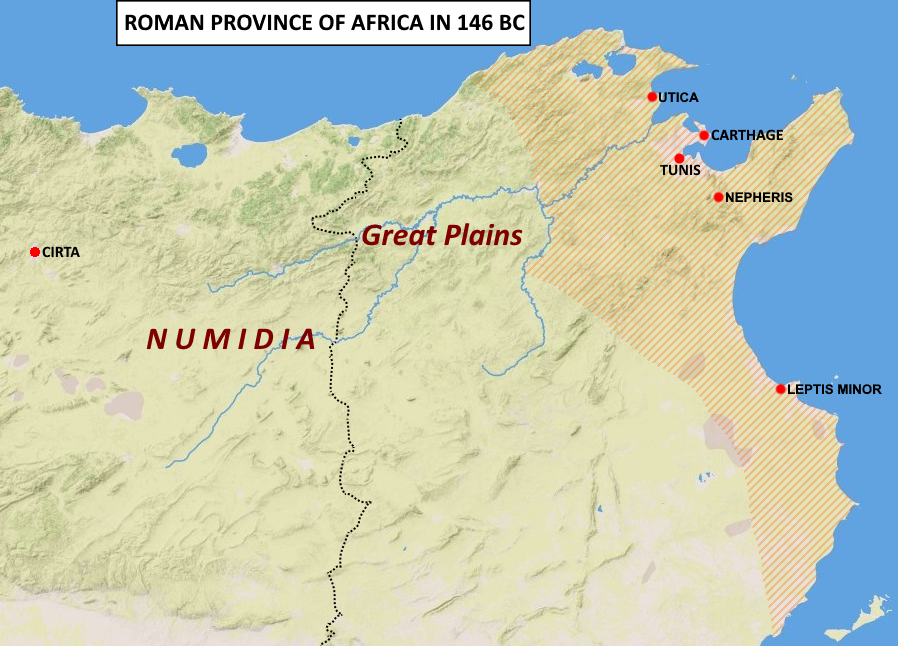
Римська Африка протягом 146-105 рр. до н. е.

Африка (лат. Africa Proconsularis, Africa Vetus) — провінція Римської імперії, створена у 146 році за підсумком пунічних війн. Провінція спершу займала територію північного Тунісу, та згодом охопила землі на півночі сучасної Лівії та сході Алжиру. Одна з найбільших за розміром і населенням провінцій Римської Імперії, Африка зробила великий внесок у розвиток античної культури, економіки та містобудування. 

## Історія

### Утворення провінції
Провінцію Африка було створено у 146 р. до н.е. після остаточної перемоги Риму у Третій Пунічній війні та знищення Карфагену. До складу провінції увійшло ядро колишньої Карфагенської держави – розвинені міста на північному сході сучасного Тунісу, повністю пунічні за своєю культурою та складом населення.
Окрім Карфагена, римляни також знищили міста, які надавали йому допомогу: Неаполь, Клупея, Тунет. Частина їх земель були передані громадам, союзним Римові – Утіці, Гадрумету, Лептіс-Мінор, Тапсу. 
Новостворена провінція охопила близько 25 тис. км2. Управляли нею претори, а столицею  стало союзне місто Утіка. За своїми розмірами (80-100 га) вона  поступалася не лише колишній метрополії, а й найбільшим містам Італії.
Про масштаби знелюднення Африки у другій половині ІІ століття  може свідчити те, що народний трибун Гай Гракх вже у 123 р. до н. е. пропонував вивести у колонію Юнонія на місці зруйнованого Карфагена 6000 колоністів, розподіливши між ними 450 тисяч югерів землі.

### Республіканський період
У 105 р. до н. е., після перемоги Риму в Югуртинській війні, межі Африки суттєво розширилися за рахунок східних територій Нумідії.
Важливість провінції зростала у зв'язку зі збільшенням залежності Італії від зернового імпорту, а також розширенням хлібних роздач. Разом із Сицилією, Африка стає  "годівницею Італії". За підрахунками Тадеуша Котули, на середину І ст. до н. е. провінція щороку постачала римській анноні 1,2 млн модіїв зерна (8,5 тис. тонн) та 1 млн мір олії (1 тис. тонн).
Населення Африки платило як подушний, так і поземельний податок в натуральній і грошовій формі. Також влада примусово викуповувала частину врожаю за твердою ціною. Разом із частими зловживаннями намісників і грабіжницькою системою відкупу податків, це призводило до антиримських виступів. Зокрема, у 83 р. до н. е. повсталі мешканці Утіки спалили живцем претора Гая Фабія Адріана . Остаточне врегулювання податкової періоди відбулося лише за Октавіана Августа.
Під час громадянської війни між Гаєм Юлієм Цезарем та прибічниками республіки, Африка стала для останніх центром спротиву. Цьому сприяла підтримка нумідійського царя Юби. Опозиція на чолі з Квінтом Цецилієм Метеллом Сципіоном контролювала провінцію до весни 46 р. до н. е., коли їх сили були розбиті Цезарем у битві при Тапсі. Незабаром після цього в обложеній Утиці покінчив із собою інший лідер республіканців - Марк Порцій Катон Молодший. Таким чином, саме в Африці загинули нащадки головних ініціаторів знищення старого Карфагену -  Сципіона Еміліана та Катона Старшого.

### Імператорський період
Після перемоги  Цезар вторгся до Нумідії, анексував її східну частину і утворив провінцію Африка Нова. У 40 р. до н. е. вона охоплювала вже всю колишню Нумідію. Август у 27 р. до н. е. об'єднав Стару і Нову Африки в єдину провінцію Проконсулат Африка, яку він номінально віддав в управління сенату. Столицею провінції стає відбудований Цезарем Карфаген; Утіку ж географ Страбон згадує як друге за значенням місто.
Проконсульську Африку можна вважати найважливішою з усіх сенатських провінцій. За Діодором Сицилійським (ХХ. 17) у складі території перебувало 516 громад, тобто більше, ніж в цілій Італії або Іспанії. На початку правління Августа в провінції стояло два легіони (у Цирті та Аммедарі), а за експортом зерна Африка з часом випередила керований імператорським префектом Єгипет. Також вона була однією з найбільших за територією, та населенням провінцій, поряд з Єгиптом, Азією, Сирією та Тарраконською Іспанією.
На середину І ст. в Африці лишився лише Legio III Augusta з центром спочатку в Тевесте, згодом в Ламбезисі (Нумідія). Розташування війська сприяло романізації провінції, оскільки тут же ветерани отримували і свої земельні наділи. Найбільш активним процес колонізації був за Цезаря та Августа, та загалом він тривав до епохи Северів. Поселення колоністів виникли не менш ніж у 40 містах провінції, у багатьох випадках колонізація відбувалася у декаілька етапів.

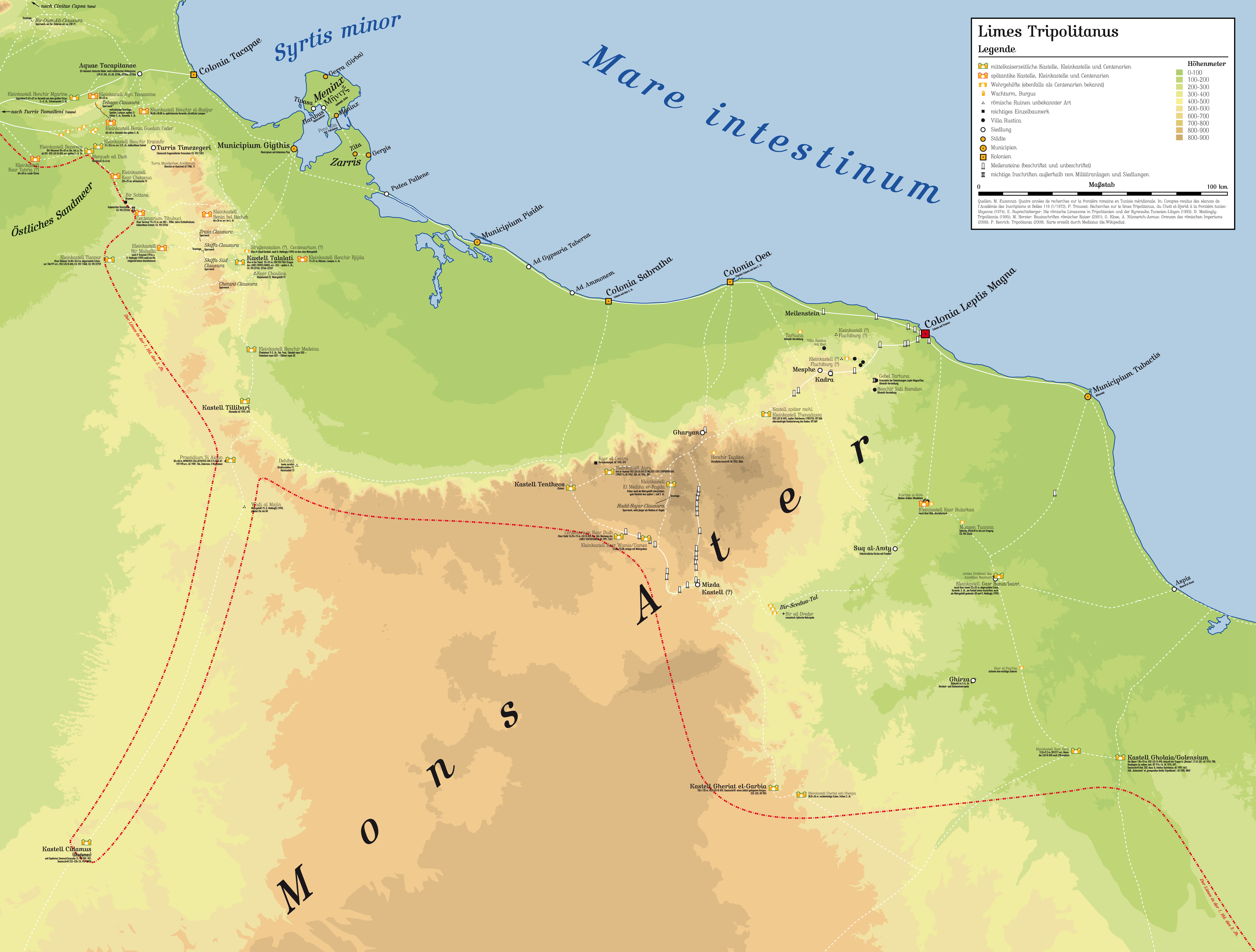
Триполітанський лімес, що будувався протягом I та II ст. для захисту від кочовиків

У період ранньої імперії провінція не була цілком мирною. Зокрема, у 14-24 роках в Нумідії відбувалося повстання Такфаріната, у 84-85 роках – війна з насамонами. На південному сході за Флавіїв та Антонінів будується триполітанський лімес для убезпечення від нападу гарамантів.
Септимій Север, захопивши владу у Римі у 193 р., відокремив від Проконсульської Африки Нумідію, виокремивши її в імператорську провінцію з центром у старій царській столиці – Цирті. Джерело V ст. повідомляє про наявність в Нумідії 125 громад.
Незважаючи на поділ, саме за Северів Африка переживає свій найбільший розквіт, а місцеві еліти стають найбільш впливовими серед провінційних кіл у Римі.
Криза ІІІ століття залишила глибокий слід на провінції, яка зазнала як вторгнення варварів, так і повстань місцевого населення - тубільного і романізованого.

У 293 р. н. е. Діоклетіан поділив провінцію на Африку Зевгітану (район Карфагена), та Валерію Бізацену. У 314 році вона також була поділена на Бізацену (схід сучасного Туніса) та Триполітанію (північний захід сучасної Лівії).

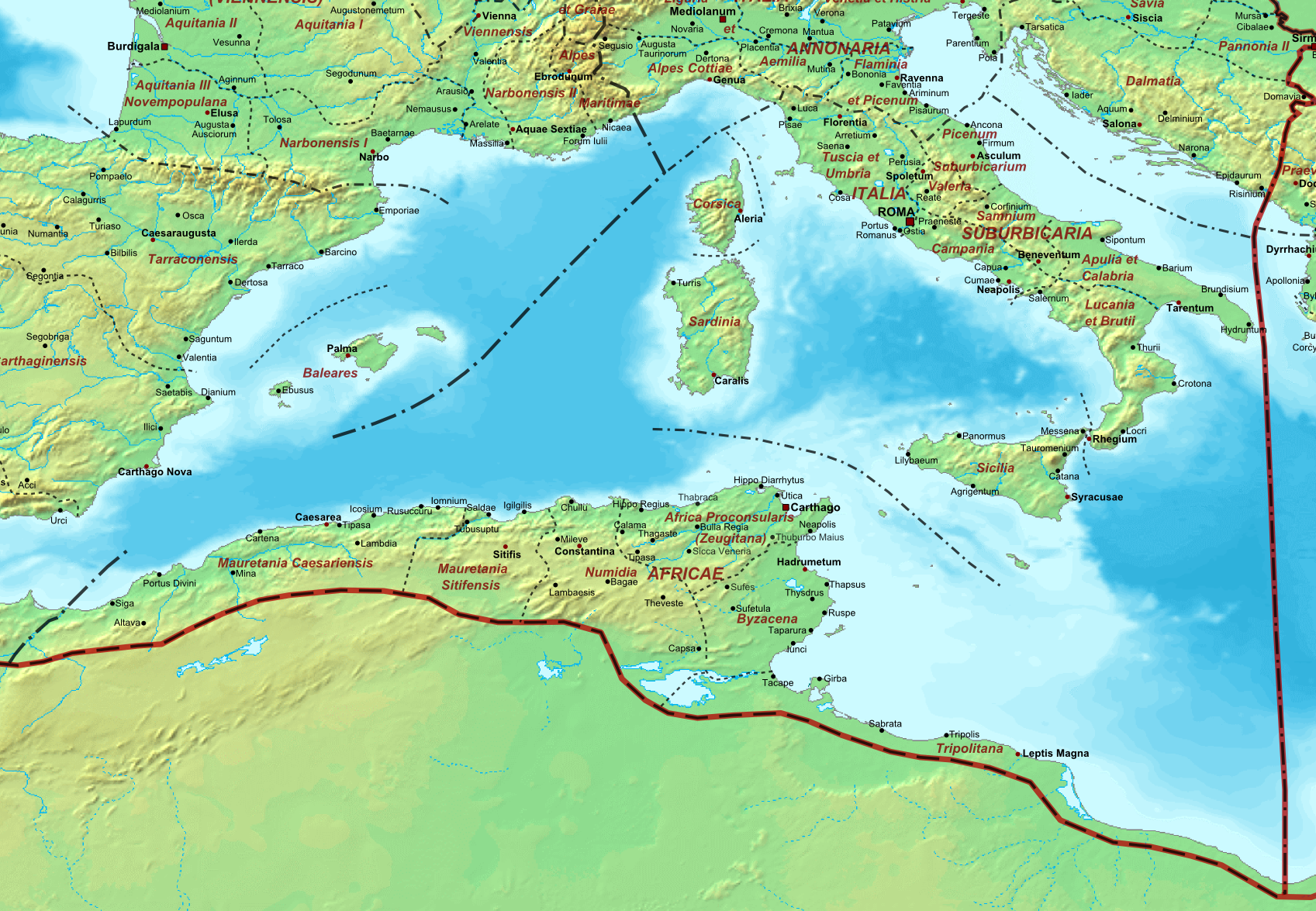
Поділ діоцезу Африка у 314-429 роках

У 430 р. у провінцію вторглися вандали, які за підтримки тубільних племен уже захопили терени Мавретанії та Нумідії. Після тривалої боротьби з римлянами вандалам довелося відступити за межі Нумідії, але вже 439 року їм вдалося взяти Карфаген. В Африці вандали закріпилися до 534 року, причому частина еліт перейняла римські звичаї, а за короля Гільдеріка Карфаген навіть став центром латинської поезії.

## Економічне та політичне значення провінції

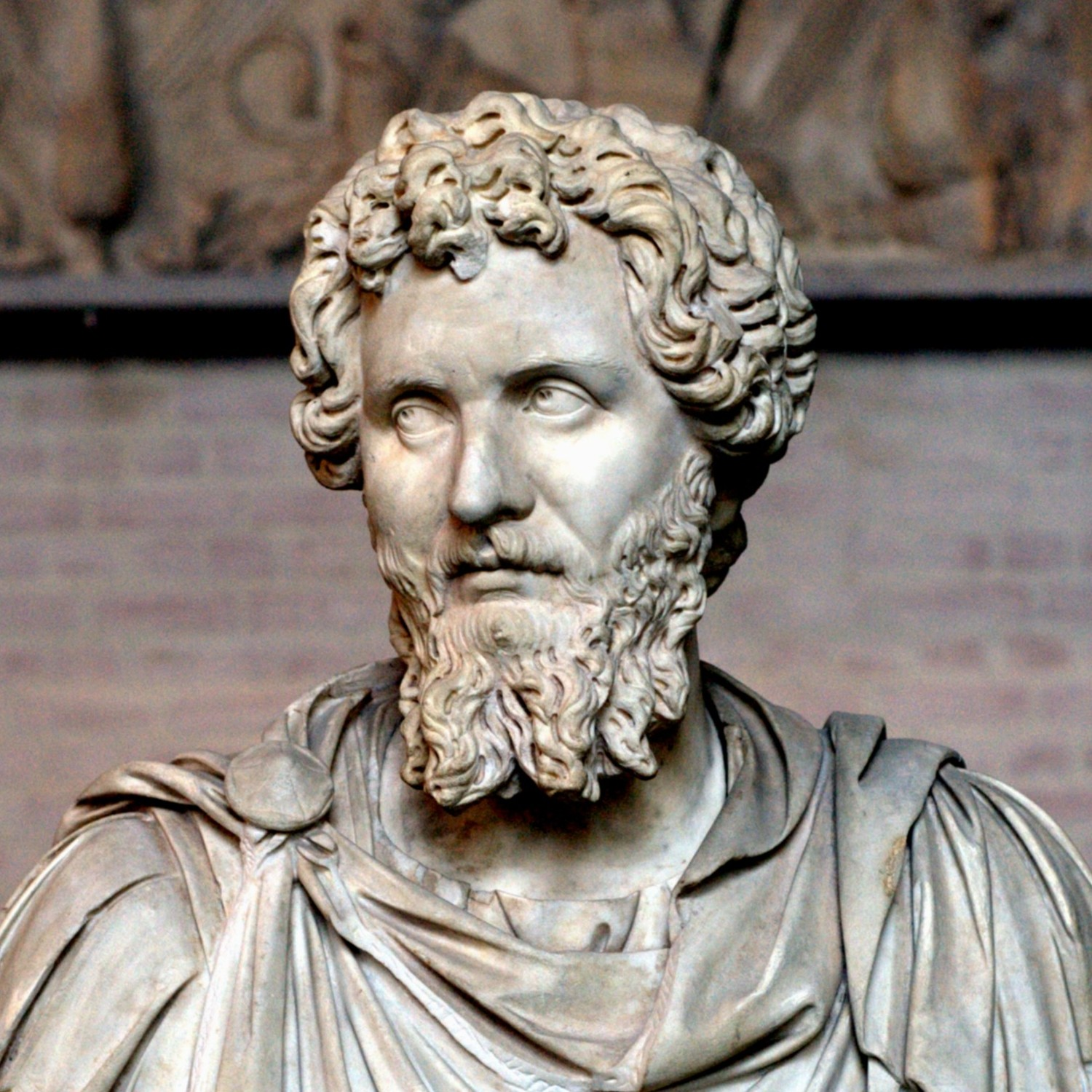
Луцій Септимій Север (146-211) - уродженець Лептіс-Магни і покровитель африканських провінцій

Впорядкування податкової системи та сприятливі кліматичні умови сприяли значному піднесенню Проконсульської Африки у I-ІІІ століттях. Торгівля з Італією, активне будівництво доріг та постійний приплив капіталів сприяли розвитку меліорації, розширенню оброблюваних земель, зростанню продуктивності. За дослідженнями Тадеуша Копули, в часи Нерона Африка щорічно експортувала 18 млн модіїв (128 тис. тонн) зерна. Надалі цей обсяг зростав. Коммод ініціював створення окремого Африканського флоту, який мав супроводжувати зернові кораблі до Остії, Путеол та інших портів Італії.
Іншим дохідним напрямом стало виробництво оливкової олії. Основним постачальником цього товару Африка стає вже у ІІ столітті, випереджаючи Бетику. Таким чином, регіон стає ключовим виробником та експортером продовольства у Середземномор'ї.
З ремесел найвищого розвитку досягло гончарство та кораблебудування. Обидві сфери значною мірою теж були пов'язані із експортом продовольства.
Масштабна торгівля сприяє збагаченню місцевих еліт – як нащадків римських колоністів, так і романізованих тубільців. З Африки походили консуляри Марій Цельс, Сальвій Юліан, Корнелій Репентин; префект Риму  Квінт Лоллій Урбік з Тіддіса, префекти преторія Квінт Емілій Лает з Тенів та Гай Фульвій Плавціан з Лептіс-Магни,  а також ворогуючі імператори Децим Клодій Альбін з Гадрумета та Луцій Септимій Север з Лептіс-Магни.
За підрахунками історика Ентоні Бірлі, за правління Севера (193-211) з Африки походили 35 нових членів сенату, тоді як з решти провінцій – 41. Такий розподіл хоч і був пов'язаний з характерними для Риму явищами земляцтва та кумівства, все ж мав і економічне підгрунтя. 
Вплив африканців зберігався до середини ІІІ століття. У 238 р. місцеві еліти ініціювали повстання проти влади Максиміна Фракійця і висунула в якості імператорів Марка Антонія Гордіана та його сина.
З розгортанням Кризи ІІІ століття вирішальним фактором у боротьбі за владу стає військо, тож політичне значення Африки падає. Втім, регіон на деякий час стає головним осередком західного християнства, зокрема, в його найбільш радикальних проявах.  У Африці народилися і вели свою діяльність Тертулліан, Кипріан, а згодом – Донат та Августин.

## Природні умови
Численні літературні джерела та археологічні пам'ятки показують, що у пунічний та римський час, а також протягом раннього середньовіччя, клімат Північної Африки був більш вологим, а ареал землеробства простягався значно далі на південь.

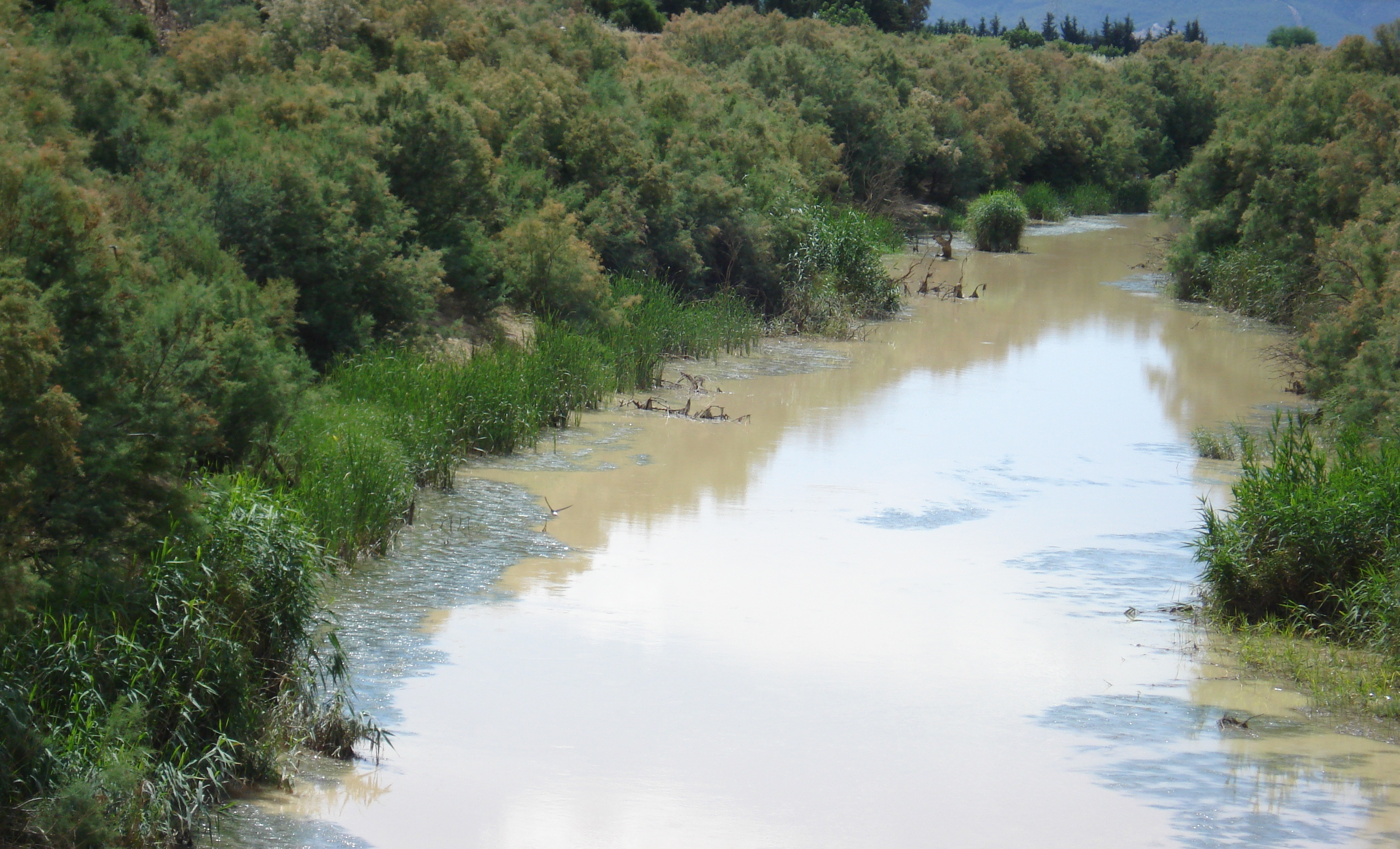
Річка Меджерда

Зокрема, Помпоній Мела повідомляє про ріку Кініпс, що протікає "між надзвичайно плодючими полями" між містами Ея та Лептіс Магна (Хорографія. І. 37). На сьогодні ця територія (Триполітанія) являє собою посушливий регіон з сезонними річками – уедами, які влітку повністю пересихають. 
Археологічним підтвердженням кліматичних відмінностей є залишки численних міст, ферм та земельного розмежування у зонах напівпустель та сухих степів. Так, в районі острова Джерба існувало ціле скупчення поселень, а головні міста Гігті та Менінкс мали територію 50-70 та 40 гектарів відповідно. 
Окрім більшого, ніж сьогодні ареалу агрокультури, письмові джерела повідомляють про виключну плодючість деяких регіонів Африки. В долині ріки Багради (нині Меджерда) збирали по два врожаї на рік, причому Варрон повідомляє про врожаї сам-100, Пліній – про сам-150. Попри фантастичність цих цифр, можна припустити, що африканські врожаї на поливних землях не поступалися єгипетським, тобто сягали 20-25 ц/га.
Більш посушливі регіони провінції (Триполітанія, Бізацена) спеціалізувалися на вирощуванні оливок. Як зазначає Старбон ("Географія" XVII), на півночі Африки процвітало виноробство та вирощування фруктів - зокрема фігів. Гори Атлас були виключно багаті деревиною, у тому числі дуже цінною. Саме в Африці на замовлення Марка Туллія Цицерона було виготовлено стіл вартістю півмільйони сестерціїв.

## Суспільство

#### Склад населення
З розширення меж Африки до складу провінції входили території з численним нумідійським, лівійським та іншим тубільним населенням. Строкатою була і антропологічна картина: домінували берберські, а також семітські типи. Питання про расову приналежність нумідійців лишається дискусійним: ймовірно, вони були перехідним типом між європеоідною та негроїдною расою. Серед чоловіків було поширене носіння борід. 
Імператори активно створювали в Африці колонії, причому за їх щільністю колонія не поступалася деяким регіонам Італії. Якщо Цезар створював колонії на узбережжі (Карфаген, Неаполіс, Гадрумет, Тапс), то Август почав  освоюєння внутрішніх територій (Сікка Венерарія, Тубурбо Маюс), яке активно тривало до початку ІІ ст., а у деяких випадках (Вага, Капса, Такапси) – до правління Септимія Севера.
Хоча визначення масштабів італійської, а також сирійської, азійської та інших потоків міграції є проблематичним, "плавильний котел" початку ери значно вплинув на вигляд північноафриканського населення, яке в цілому стало більш гомогенним та ближчим до інших середземноморських груп.
Романізація провінції була неповною навіть в період поширення християнства. Ще у ІІ ст. населення старих пунійських міст, таких як Ея в Триполітанії, продовжувало спілкуватися в основному пунійською мовою. У внутрішніх регіонах надписи нумідійською мовою, виконані давньолівійською абеткою, остаточно зникають лише у IV-V століттях.

#### Соціальна структура
З точки зору розселення для Африки було характерне домінування великих сіл та маленьких містечок. Найбільш щільну систему поселень мала долина Меджерди, де зафіксовано 200 римських міст або урбанізованих сіл. Як зазначає Метью Хобсон, 90% цих поселень мали площу менше 30 гектарів.

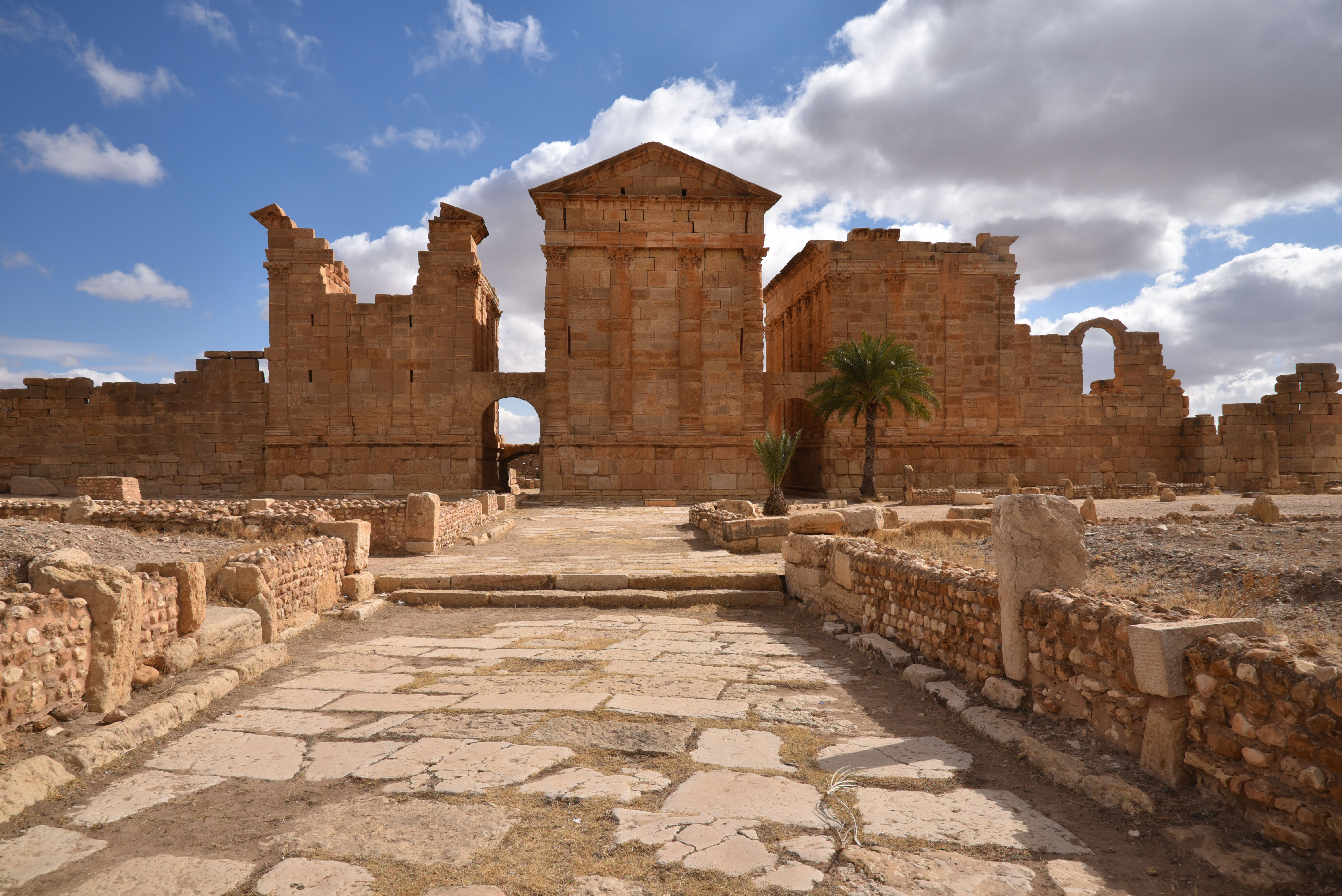
Руїни античної Суфетули (Сбейтла)

Дисперсність розселення сприяла домінуванню дрібного та середнього землеволодіння. Протягом І-ІІ століть Африка могла похвалитися найвищим рівнем життя простого населення. Типове для більшості традиційних культур уподібнення бідності та чесності у епіграфічному матеріалі провінції майже не зустрічається. Навпаки: поширеним є прославлення трудолюбства та достатку.  Показовою є епітафія "Женця з Мактаріса", який з гордістю повідомляє, що народився у простих батьків, 11 років водив артілі женців у Нумідію і так заробив свій статок.
Протягом І-ІІ століть зростає і вага імператорських маєтків. Як свідчить надпис із Бурунітанського сальтуса, його землі оброблювалися вільними колонами, які мали право  пожалітися на зловживання прокуратора сальтуса безпосередньо імператору. Іншею особливістю Африки була відносно висока тривалість життя. За даними епіграфіки, ветерани та солдати  Legio III Augusta жили в середньому 46,9 років, тоді як їх колеги в Іспанії – лише 38,5 років. Тривалості життя могла сприяти менша вологість повітря і, відповідно, кращі епідеміологічній місцевості в районі дислокації військ.

#### Криза ІІІ століття
З кінця ІІ століття у Африці  наростають кризові явища. Відзначається зменшення складу міських курій – тобто кількості громадян міста, які мають ценз, що дозволяє їм обіймати посади і нести відповідні витрати. Причиною розорення землевласників були як великі витрати на розваги і прикрашання міст, так і конкуренція з боку великих землевласників. 
Цей процес був загальним для всієї Римської Імперії, але в Африці він почався із запізненням. Як і в решті провінцій, посилення соціальної нерівності та збагачення відносно невеликої групи землевласників супроводжувалося з їх боку надзвичайно високою будівельною активністю. Тому значна частина визначних громадських споруд африканських міст припадає вже на початок ІІІ століття. У цьому контексті примітна історія найбільшого в провінції афітеатру у місті Тіздра (Ель-Джем). Амбітне будівництво почалося бл. 230 року, але повністю припинилося вже у 238 році на фоні повстання Гордіанів і зростаючої нестабільності.

## Чисельність населення
За Страбоном (Географія, XVII, 3) населення Карфагену напередодні Третьої Пунічної війни складало 700 тисяч осіб. Ця величина могла описувати населення всієї держави і в такому разі свідчила про дуже високу щільність населення (близько 70 осіб/км2).

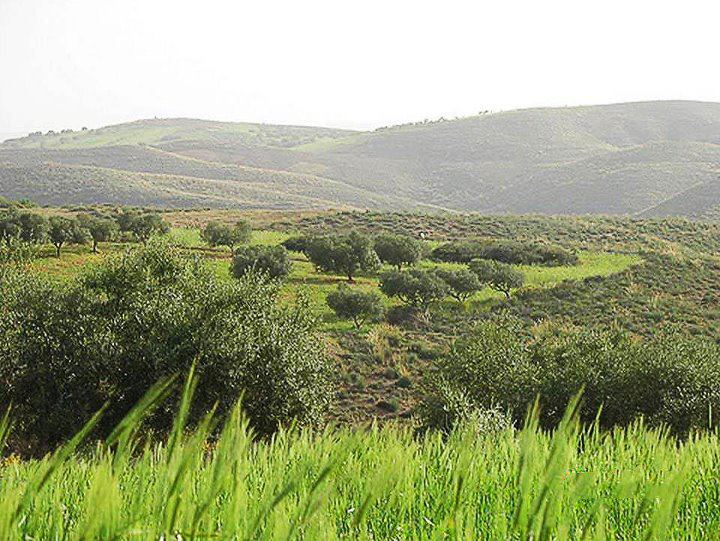
Північноафриканський ландшафт

Карл Белох, аналізуючи дані про мійськову міць Карфагену, доходить висновку, що населення  підпорядкованих йому африканських територій складало 3-4 мільйони осіб – аналогічно з Римською Італією.
Далі Белох посилається на Прокопія Кесарійського, який говорить, що під час правління вандалів та візантійців в Африці лишилося 5 млн осіб. З цього історик робить висновок про 6-7 млн жителів регіону у римський час. Якщо ці дані і висновки правильні, то Африка була такою ж населеною як Італія, причому значна частина мешканців зосереджувалися на території Проконсульської провінції.
Між тим, населення останнього лише на початку ХХ ст. перевищило 1,5 млн осіб. Мак Еведі та Джонс оцінюють населення Тунісу в римський час лише в 1 млн осіб, а цілої Африки (разом з Мавретанією) – у 4,25 млн. Таку оцінку можна вважати мінімальною, адже вона не враховує особливості клімату римського часу.
Інший гіпотетичний підрахунок дозволяє припустити для північної частини Африки Проконсульської щільність населення близько 50-60 осіб/км2.  Така величина є максимальною для Італії виходячи з археологічних досліджень в районі Помптінських боліт (Лацій), а також повідомлень Плінія про населеність регіону Піцен .
У степових регіонах (Бізацена, Триполітанія), на підставі оцінок для Кіпру та Киренаїки, можна припустити щільність 25-30 осіб/км2.
Такий обрахунок дасть для території пізнішої провінції Карфагеніка близько 1,5-1,8 млн осіб, для Бізацени  – 0,75 млн, для Триполітанії – 0,4 млн. З урахуванням посушливих прикордонних територій, людність цілої провінції могла сягати 2,5-3 млн осіб.

## Урбанізація
Навіть на тлі інших частин античного Середземномор'я, Африка вражає дослідників кількістю, масштабом та багатством залишків міст римської епохи. Усього на території провінції знайдено понад 200 поселень. Оцінка їх населеності є проблематичною з огляду на брак археологічних даних.

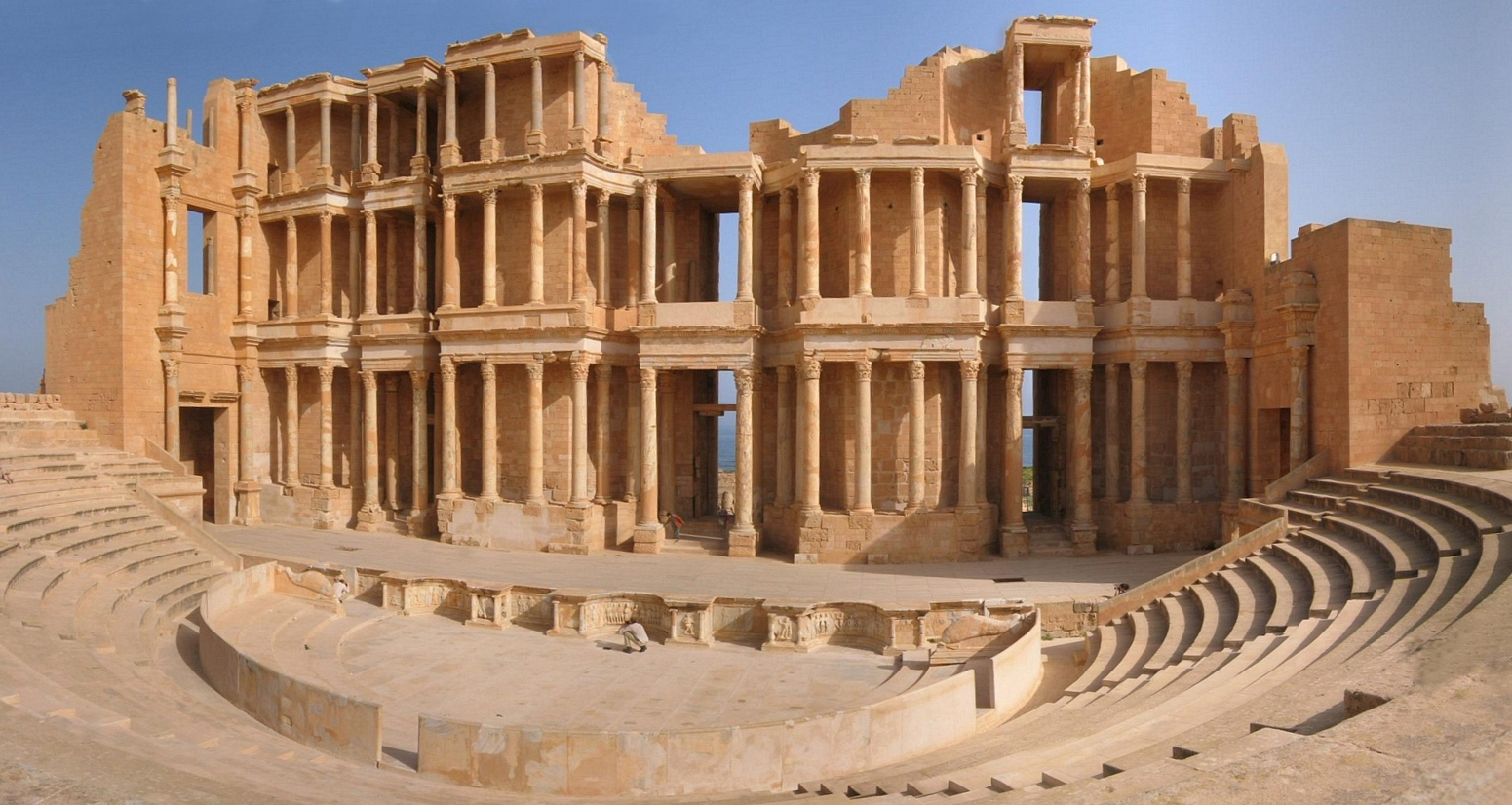
Театр міста Сабрата

Дослідження показують наявність двох основних типів міст - добре розпланованих, зі щільною індивідуальною забудовою, а також напівсільського типу. Для останнього типу характерна наявність невеликого житлово-громадського центру, довкола якого, часто хаотично, розташовуються будинки з великими ділянками, садки, гончарні майстерні, некрополі тощо.
До першого типу належать головно приморські міста. Розкопки міста Сабрати виявили 116 невеликих двоповерхових будинків на території 2,54 га. Щільність населення для цього ареалу оцінюється у 230 люд./га. Для центральної частини міста Тімгад аналогічні оцінки дають 280-350 люд/га - втім, значна кількість громадських споруд міста опинилися за його межами.
Міста другого типу за розмірами часто не поступалися провідним центрам. Так Телепта (180 га) виявилася більшою за Гадрумет (156 га), а Гігті (52 га) зрівнялися з Лептісом-Мінор. Фактично ж це були невеликі спільности. 

Громадський центр Тугги

Навіть такі міста часто залишали по собі сліди багатства і розвиненої архітектури. Яскравим прикладом романо-африканського містобудування служить місто Тугга. До середини ІІ століття тут було щонайменше дев'ять храмів, форум, критий ринок, театр на 3500 місць, лазні. За Марка Аврелія та Коммода збудовано Капітолій, та водогін, за Северів - іпподром, храми Ваала (Сатурна) і Таніт (Юнона), дві арки.
За оцінками археологів, Тугга мала лише 5 тисяч мешканців. 
Великі міста мали подібний набір споруд, але більшого масштабу. У Лептіс-Магна амфітеатр було збудовано вже за часів Нерона,  а перебудований за Марка Аврелія іподром досяг у довжину 475 метрів.
Септимій Север побудував у рідному місті новий форум з аркою та базилікою, німфей, храм Юпітера Доліхена та портики уздовж головної вулиці - на зразок елліністичних міст Сходу (Апамея, Пальміра).

## Значні міста

Розташування залишків Карфагену

Карфаген. Відбудований Цезарем як римська колонія у 49 р. до н. е. Столиця і найбільше місто Африки. Карфаген мав торгово-ремісничу орієнтацію, тому тут не виникло настільки впливових еліт, як у Лептіс-Магні або Гадруметі. У ІІІ ст. місто стало одним з головних осередків християнства.
Межі римського Карфагена охоплюють 343 га, проте щільна забудова доведена на площі 230-240 га. В районі гавані знаходилися багатоповерхові інсули. Загальна чисельність населення могла сягати 60-80 тисяч і більше.  Карфагенський цирк за розмірами (575x129 м) майже дорівнював Великому цирку в Римі. Розширений на межі ІІ та ІІІ ст. амфітеатр вміщував 44 тисячі глядачів.
Лептіс-Магна. Заснований фінікійцями наприкінці VI ст. до н. е. Страбон та Помпоній Мела не відзначають Лептіс як велике місто, проте вже у ІІ ст. він перетворюється у друге за значенням місто Африки. Веспасіан, Траян, Антонін, Аврелій і Север відзначили місто своїми арками.

Лептіс мав два форуми, колонадну вулицю, великий мацеллум. Збудований у 56 році амфітеатр був розрахований на 16 тисяч осіб. Іподром (475x90 м) належав до найбільших в імперії. Територія міста складала 446 га, забудована - близько 200 га. Населення - 30-40 тисяч.

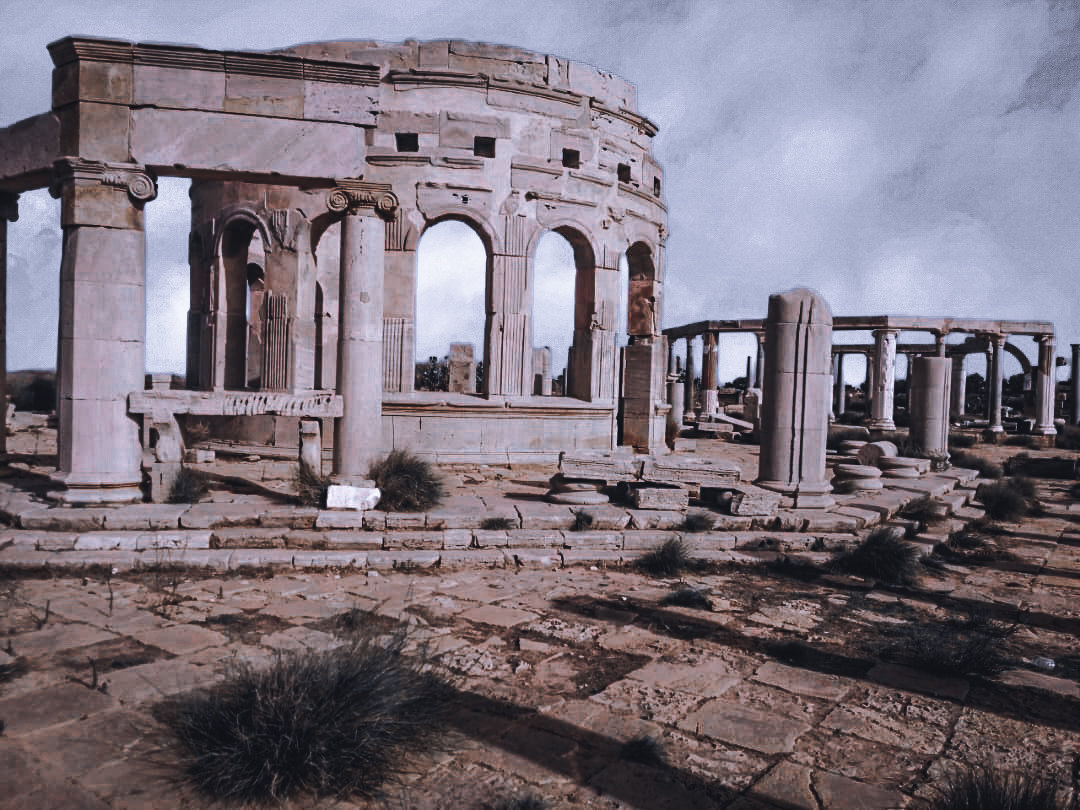
Лептіс-Магна. Ринок

Утіка. Перша провінційна столиця. Вже у ІІ столітті поступалася Карфагену, Лептісу, Гадрумету. За площі бл. 100 га населення міста могло складати 20 тис. осіб. Амфітеатр І  ст. приймав понад 17 тис. глядачів.
Гадрумет (нині Сус) Найбільше місто, а з 293 р. – провінційна столиця Бізацени. Римське право отримав від Цезаря. Батьківщина імператора Клодія Альбіна (193-197) та сенатора Публія Сальвія Юліана. Гадрумет займав 156 га. Мав амфітеатр, театр, цирк (400x120 м). За Антоніна Гадрумет побудував новий форум з кількома храмами. Нараховував від 20 до 30 тис. мешканців.
Тіздра (Фіздрус) – центр багатого аграрного району, що спеціалізувався на експорті зерна та олії. Перший амфітеатр з'явився за Флавіїв і вміщував до 9 тис. глядачів. У 230 році почалося розширення споруди. За планами, які не довелося здійснити, місцевий "Колізей" розразовувався на 40 тис. гостей. Саме місто площею 175 га могло нараховувати 10-15 тисяч мешканців.
Гіппон-Регій (нині Аннаба). Ймовірно, значне місто, щодо якого бракує даних. Батьківщина Аврелія Августіна. Значний порт. В околицях – видобуток заліза, металургія, заготівля деревини.
Утіна. Пунічне поселення на захід від Карфагена. Цезар та Август виводили до Утіни колонії. У 38 р. до н. е. місто здобуло права муніципія. Мало два водогони, численні терми, театр. Збудований за Адріана амфітеатр розміром 96x81 метрів міг прийняти до 15 тис. відвідувачів. Таким же могло бути і населення самого міста (площа - 120 га).

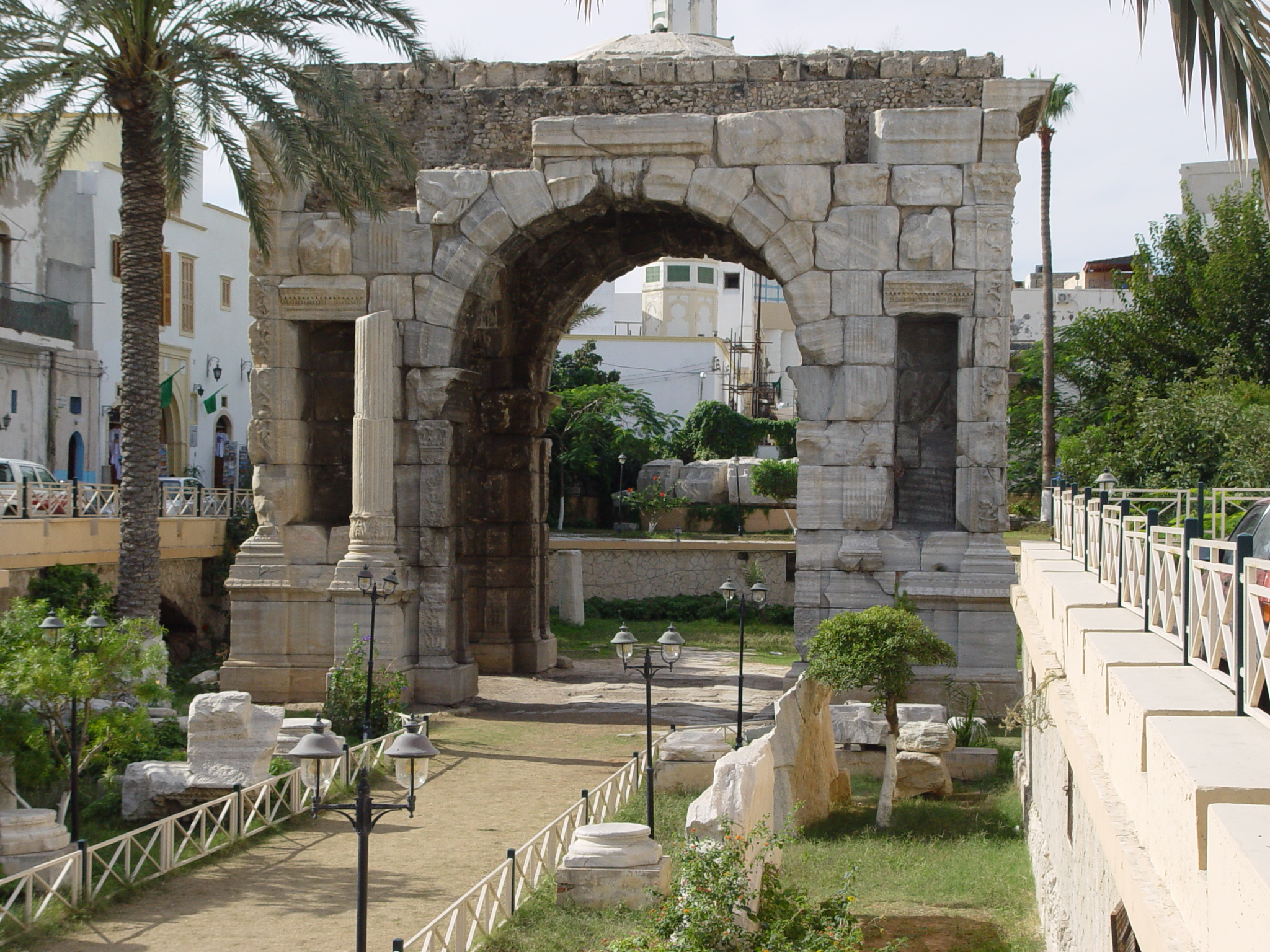
Арка Марка Аврелія у Триполі

Ея (Триполі) – пунійське місто, що значно зросло протягом І-ІІ ст. Траян надав місту статусу колонії, Марк Аврелій - побудував іменну арку. Площа міста – 52 га.
Летіс-Мінор. Союзник Риму в часи Третьої пунічної війни. За республіки і ранньої імперії - незалежне пунійське місто. Мало форум, водогін, театр. Амфітеатр ІІ ст. (86x65) містив до 9 тис. глядачів. Площа міста - 52 га, населення, ймовірно, близько 10 тисяч.
Тапс. Мав такі ж права, що й Лептіс, але поступався йому за значенням. Один із найбільших експортних портів Африки. Гордіан ІІІ почав розширення місцевої гавані, але ці роботи так і не були завершені. Амфітеатр (80x58 м) розрахований на 4,5 тис. осіб. Площа міста – 44 га. 
Сабрата. Невелике (35 га) але щільно заселене місто Триполітанії. Збудований у ІІ ст. амфітеатр (115x99 м) приймав понад 20 тис. глядачів. Також місто мало театр, базиліку, численні храми фінікійським, єгипетським та римським богам. Населення міста оцінюється у 7-9 тис. осіб.

Громадський центр Тубурбо-Маюса

Гіппон-Діаррит (Бізерта). Одна з великих фінікійських колоній на північ від Карфагена. Археологічні параметри невідомі. Ймовірно, мав такі ж розміри, як Сабрата, Тапс або Лептіс-Мінор.
Сікка Венерія (Ель-Кеф). Ймовірно, найбільше місто внутрішніх територій. Досліджена слабо.
Булла Регія. Старовинне місто у долині Меджерди. Столиця нумідійського царя Масінісси. Цезар дав Буллі статус вільного міста, Адріан - статус колонії та римське громадянство.  Площа міста становила 41 га. Амфітеатр (74x66 м) містив до 10 тисяч глядачів.
Суфетула (Сбейтла). Добре досліджене місто площею 46 га. Планування вулиць та форум з'явилися за Веспасіана, театр і акведук - за Адріана. Амфітеатр з'явився бл. 160 року. За розмірів 72x60 метрів споруда здатна була прийняти 6,5 тис. осіб. У IV-V століттях Суфетула - значний центр християнства.
Тени. Фінікійська гавань. Цезар визнав Тени вільним містом, Адріан - надав статус колонії. Площа - 31 га. Амфітеатр (90x61 м) вміщував до 9 тис. глядачів .
Ахолла. Сусіднє місто зі схожою історією. Від Адріана отримало статус муніципія . Вигравало у Тенів за величиною амфітеатру (до 12 тис. відвідувачів).

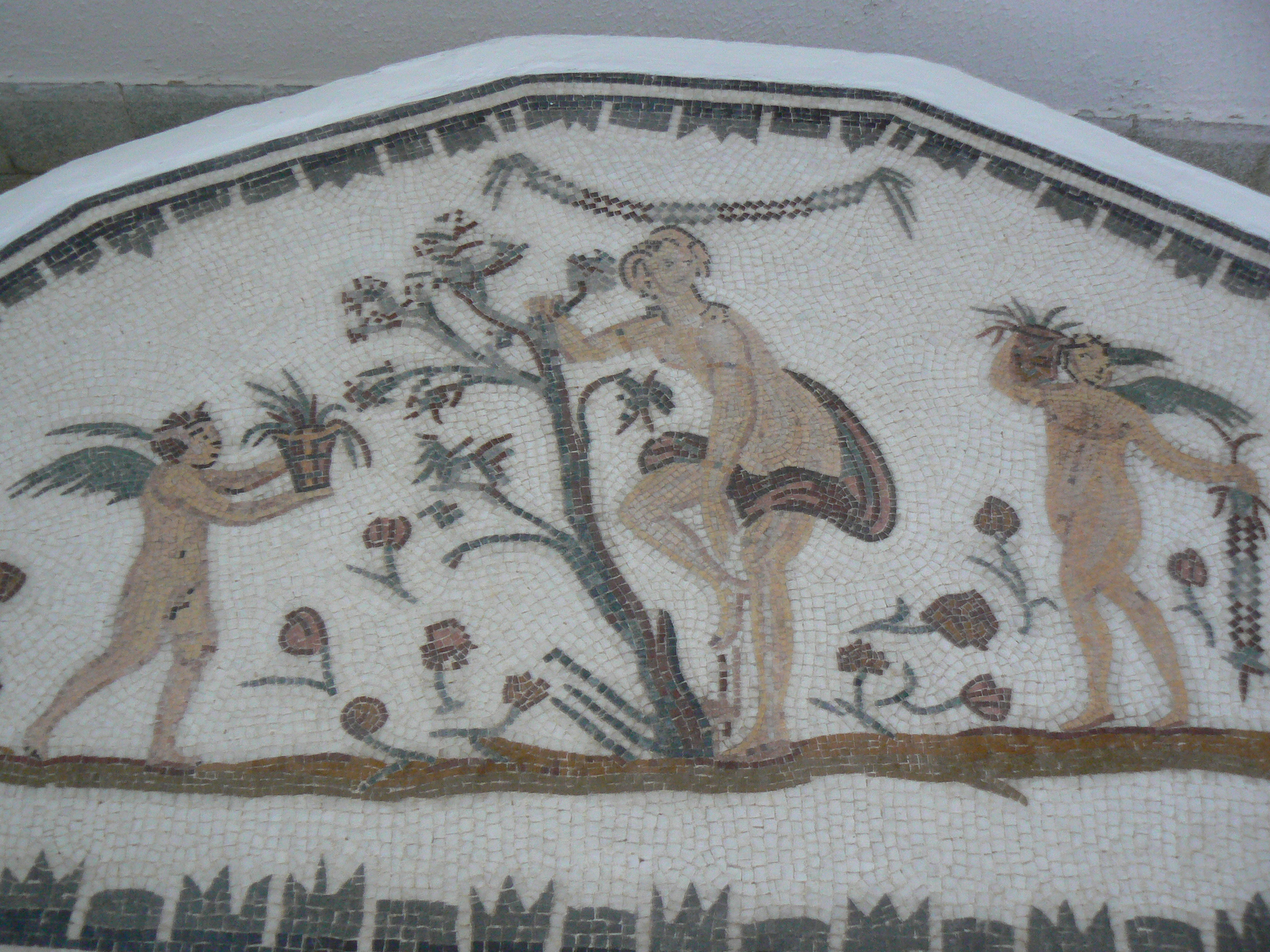
Зображення Венери з Мактаріса

Мактаріс. Гірське місто у 130 км на захід від Гадрумету. Попри значні розміри (120 га) Мактаріс не був великим містом. Розкопки виявили капітолій, 9 храмів та 4 лазні. Амфітеатр (63x50 м) містив 5,5 тис. глядачів. За Марка Аврелія Мактаріс набув статусу колонії.
Тугга. Найкраще досліджене місто провінції. За структурою подібне до Мактаріса, але дещо менше за розмірами (65-70 га в цілому, у тому числі 25 га щільної забудови).
Тігніка. Значне поселення у центрі долини Меджерди. Площа - 80 га. Амфітеатр кінця ІІ ст. вміщував до 6 тис. глядачів.
Тубурбо-Маюс. Добре досліджене місто площею 25 га. Отримало від Августа спершу статус муніципія, згодом - колонії римського права. Знайдено рештки театру, ринку, капітолія та форуму, п'яти лазень та шести храмів . Амфітеатр міста (74x61 м) розрахований на 7,5 тис. відвідувачів.
Також до середніх за розмірами міст провінції можна віднести Неаполіс, Пуппут, Туніс, Вагу, Тубурбо Мінус, Табраку, Мадавру, Узаліс, Менінкс, Гігті, Нумлулі, Телепте, Такапи та інші. При цьому загальне населення великих та середніх міст Африки навряд перевищувало 400 тисяч осіб.

### Керівництво(Проконсул Африки)
- Марк Юній Сілан (36)
- імовірно знову Марк Юній Сілан (до 39)
- Гай Вітрасій Полліо (до 41)
- Тит Статілій Тавр (52-53)
- Гай Віпстан Апроніан (68-69)
- Луцій Кальпурній Пізон (69-70)
- Публій Галерій Трахал (78-79)
- Луцій Фунісулан Веттоніан (91-92)
- Луцій Яволен Пріск (101—102)
- Луцій Корнелій Пузіон Анній Мессала (103—104)
- Гай Корнелій Рар Секстій (108—109)
- Квінт Помпоній Руф (110—111)
- Луцій Росцій Еліан Мецій Целер (116-118)
- Луцій Катілій Север Юліан Клавдій Регін (123—124 — 125)
- Марк Помпей Макрін Неос Феофан (130—131)
- Тиберій Юлій Секунд (131—132)
- Гай Бруттій Презент Луцій Фульвій Рустік (134—135)
- Луцій Вітразій Фламінін (137—138)
- Тит Сальвій Руфін Мініцій Опіміан (138—139)
- Тит Пріферній Гемін (140—141)
- Секст Юлій Майор (141—142)
- Гай Валерій Євдемон (142—143)
- Публій Туллій Варро (143—144)
- Луцій Мініцій Натал Квадроній Вер (153—154)
- Луцій Гедій Руф Лолліан Авіт (157 — 158—159)
- Клавдій Максим (158—159)
- Квінт Воконій Сакса Фід (161—162)
- Секст Кокцей Северіан (162—163)
- Маній Ацилій Глабріон Гней Корнелій Север (166? — 167)
- Салвій Юліан (167—168 — 168—170)
- Марк Бассей Руф (168—169)
- Гай Серій Авгурин (169—170)
- Гай Ауфідій Вікторін (173—174—175)
- Гай Веттій Сабініан Юлій Хоспет (190—191)
- Публій Корнелій Ануллін (192—193)
- Гай Юлій Аспер (200—201 — 204—205)
- Марк Валерій Брадуа Маврик (205—206)
- Гай Валерій Пуденс (211-212)
- Луцій Марій Максим Перпетв Авреліан (213-215)
- Діон Кассій (221)
- Аспасій Патерн (257—258)
- Галерій Максим (258—259)
- Секст Кокцей Аніцій Фауст Паулін (між 265 й 268)
- Тіт Клавдій Марк Аврелій Аристобул (290—294)
- Квінт Клодій Гермогеніан Олібрій (361—362)
- Публій Ампелій (364—365)
- Секст Рустік Юліан (371/372—373)
- Флавій Евсигній (383—384)
- Латиній Пакат Дрепаній (389—390)
- Емілій Флорій Патерн (392—393)
- Флавій Герод (394—395)
- Флавій Аніцій Пробін (396—397)
- Аврелій Аніцій Сіммах (415)